# Pinyin
Hanyu Pinyin (chineză simplificată: 汉语拼音; chineză tradițională: 漢語拼音), deseori prescurtat ca pinyin, este sistemul oficial de romanizare a limbii mandarine standard în Republica Populară Chineză (RPC) și parțial în Singapore și Malaezia. Este des folosit la predarea mandarinei (scrisă în mod normal cu caractere chinezești) către începători care cunosc deja alfabetul latin. Sistemul se folosește de patru semne diacritice pentru a indica tonalitatea, însă pinyinul fără marcaje de ton se folosește la redactarea digitală a textelor în limba chineză sau la conversia de termeni sau de nume chineze în limbi scrise cu alfabetul latin.
Pinyinul a fost proiectat în anii 1950 de un grup de lingviști chinezi condus de Zhou Youguang și a pornit de la principiile mai multor sisteme de romanizare preexistente. El a fost publicat de guvernul Republicii Populare Chineze în 1958 și revizuit de mai multe ori ulterior. Organizația Internațională de Standardizare l-a adoptat ca standard internațional în 1982, fiind urmată de Organizația Națiunilor Unite în 1986.
Încercări de a standardiza pinyinul în Taiwan au fost întreprinse în 2002 și 2009, însă teritoriul nu a reușit să ajungă nici până astăzi la un standard unitar, existând în continuare o rivalitate între mai multe metode de transliterare. Mai mult, numeroase consilii locale, întreprinderi și organizații sud-taiwaneze au respins Hanyu Pinyin pe considerentul că folosirea acestuia ar indica relații strânse între Taiwan și RPC.
Corespondența stabilită de Hanyu Pinyin între literele latine și sunetele mandarinei poate părea pe alocuri neobișnuită, dar nu într-o măsură mai mare decât alte variante ale alfabetului latin folosite nativ în diverse limbi. De exemplu, distincția în aspirație între grupurile b/d/g și p/t/k apare identic în limba islandeză și este asemănătoare în limba engleză (în care există, în plus, o diferență de sonorizare), dar nu apare în limba română. Aceeași distincție apare între literele z [t͡s] și c [t͡sʰ], care sunt folosite în Europa pentru fonemul /t͡s/, respectiv, în germană și în limbile slave de sud scrise în alfabetul latin. De la s/z/c vin digramele sh/zh/ch prin analogie cu sh/ch din engleză. Digrama zh, deși inedită, este intern consecventă. Din seria x/j/q, litera x [ɕ] e folosită similar în portugheză, galiciană, bască și malteză pentru fonemul /ʃ/, iar litera q [t͡ɕʰ] este asemănătoare cu pronunția fonemului /c͡ç/ ca [t͡ʃ] în dialectul gheg al limbii albaneze. Vocalele seamănă cu cele din română în cele mai multe cazuri, dar e este uneori similar cu ă, iar ü are corespondent în germană și în turcă.
Pronunțiile și transcrierile cuvintelor chinezești sunt date, mai degrabă, în termeni de inițiale și finale, care reprezintă segmentarea fonemică a limbii, decât fiecare literă individual. Inițiala reprezintă atacul (consoana cu care începe silaba); finala (rima) constă într-o vocală-nucleu, opțional însoțită de o medială (o semivocală antepusă) și/sau de o codă (o semivocală sau o consoană la finalul silabei).

## Istoric

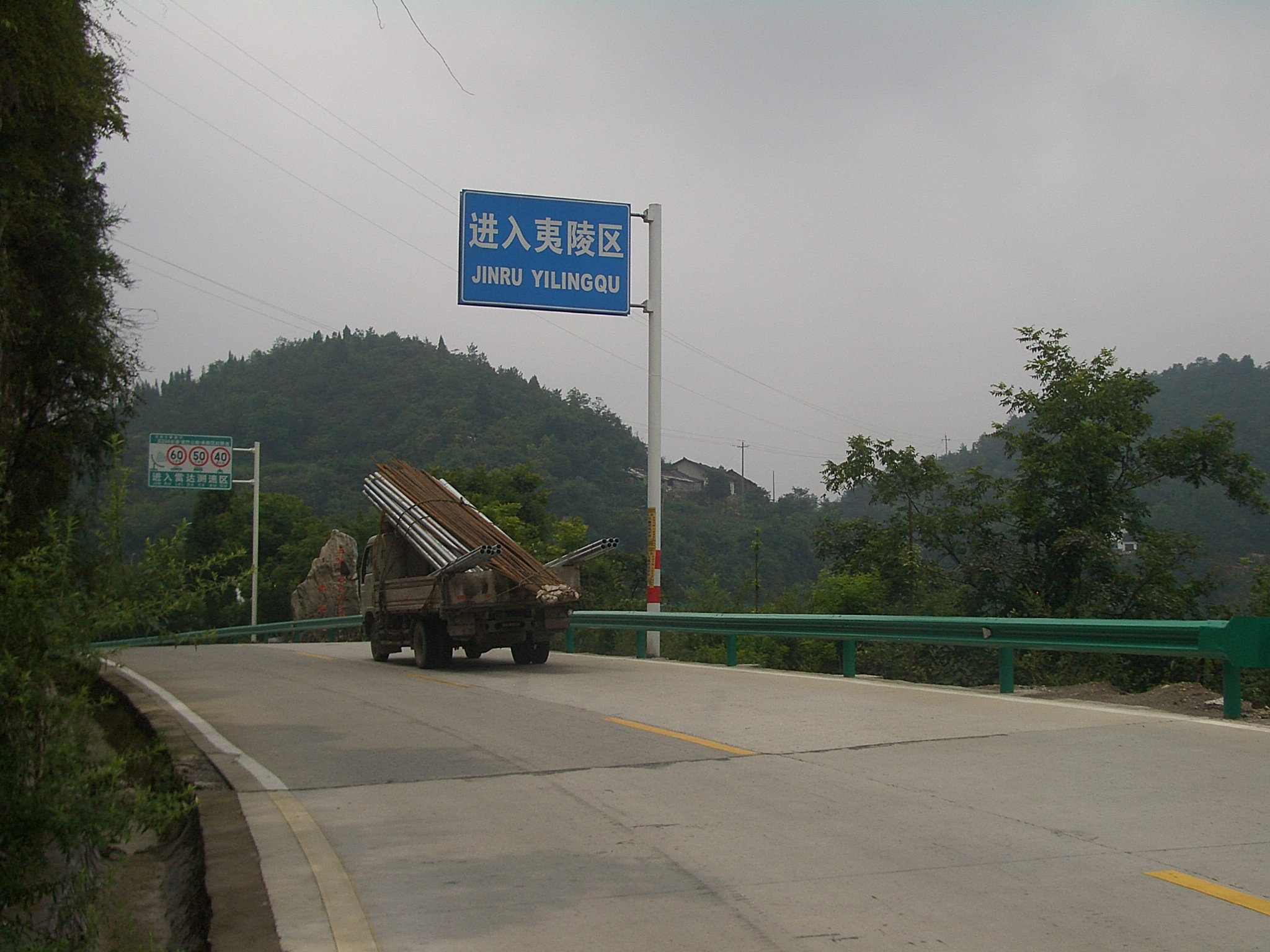
În Yiling, Yichang, Hubei, semnele de circulație sunt scrise și în caractere chinezești, și în Hanyu Pinyin.

### Context: romanizarea chinezei înainte de 1949
În 1605, misionarul iezuit Matteo Ricci a publicat Xīzì Qíjī (西字奇蹟 – „Minunea literelor occidentale”) în Beijing. Aceasta a fost prima carte care a reprezentat limba chineză prin intermediul alfabetului latin. 20 de ani mai târziu, un alt iezuit în China, Nicolas Trigault, a publicat Xī Rú Ěrmù Zī (西儒耳目資 – „Ajutor pentru ochii și urechile literaților occidentali”) în Hangzhou. Niciuna dintre aceste cărți nu a avut un impact imediat asupra felului în care chinezii își priveau sistemul de scriere, iar romanizările pe care acestea le descriau erau destinate mai mult occidentalilor decât chinezilor.
Unul dintre primii intelectuali chinezi care au încercat să asocieze alfabetele vestice cu chineza a fost funcționarul erudit Fang Yizhi (1611–1671, perioada de tranziție Ming–Qing).
Song Shu (1862–1910) a fost primul reformator din perioada târzie a dinastiei Qing care a propus ca China să adopte un sistem de scriere fonetic. Song, discipol al marilor cărturari Yu Yue și Zhang Taiyan, călătorise în Japonia și observase efectul silabarelor kana asupra procesului didactic. Acest lucru l-a stimulat să desfășoare activități pe mai multe fronturi, unul dintre cele mai importante fiind o reformă ortografică. Deși Song nu a creat personal vreo nouă ortografie pentru limbile sinitice, discuția s-a dovedit a fi una fertilă și a dus la proliferarea mai multor scheme de transcriere fonetică.

#### Wade–Giles
Sistemul Wade–Giles a fost conceput de Thomas Wade în 1859 și îmbunătățit de Herbert Giles în al său Dicționar chinez–englez din 1892. Sistemul s-a bucurat de popularitate, fiind folosit în numeroase publicații de limbă engleză din afara Chinei până în 1979.

#### Latinxua Sin Wenz
La începutul anilor 1930, lideri ai Partidului Comunist Chinez instruiți la Moscova au adus un nou alfabet fonetic utilizând litere latine, care fusese creat la Institutul de Studii Orientale de la Leningrad în scopul latinizării limbilor Uniunii Sovietice. Această Sin Wenz (Nouă Scriere) era lingvistic mai sofisticată decât romanizările precedente, cu dezavantajul major că nu indica tonurile din chineză.
În 1940, mii de membri ai partidului au asistat la o convenție a Societății de Sin Wenz din Regiunea de Frontieră Shaan-Gan-Ning. Mao Zedong și comandantul Zhu De au contribuit cu caligrafie (în hanzi) la frontispiciul noului jurnal al societății. Printre suporterii-cheie din afara partidului s-au numărat Sun Fo (fiul lui Sun Iat-sen), pedagogii Cai Yuanpei și Tao Xingzhi și scriitorul Lu Xun. Curând, au apărut peste 30 de gazete scrise în Sin Wenz, numeroase traduceri, biografii (inclusiv Lincoln, Franklin, Edison, Ford și Chaplin), literatură chineză și mai multe manuale didactice. Mișcarea și-a atins apogeul tot în 1940, când guvernul Regiunii de Frontieră al lui Mao a declarat că Sin Wenz avea același statut legal ca hanzi în documente. Mai mulți pedagogi și lideri politici așteptau ziua în care scrierea latină ar fi fost universal acceptată și ar fi înlocuit complet caracterele chinezești. Totuși, s-a născut un sentiment de opoziție din cauza faptului că sistemul nu era suficient de bine adaptat transcrierii limbilor regionale și că, în consecință, învățarea mandarinei era o necesitate. Utilizarea sistemului Sin Wenz a cunoscut un declin în următorii ani.

#### Romanizarea Yale
În 1943, Armata Statelor Unite a cerut Universității Yale să elaboreze o romanizare a mandarinei pentru piloții săi care zburau deasupra Chinei. Sistemul rezultat este foarte apropiat de pinyin, dar folosește simboluri mai puțin derutante pentru vorbitorii de engleză.
De exemplu, inițialei x [ɕ] și medialelor i [j] și u [w] din pinyin le corespund, respectiv, simbolurile sy, y și w în sistemul Yale, iar fricativa silabică -i [ɻ̩]~[ʐ̩] e notată cu r sau z. Se folosesc diacritice pentru indicarea tonurilor.

### Apariția și istoricul sistemuluiHanyu Pinyin
Pinyinul a fost creat în anii 1950 de un grup de lingviști chinezi, condus de Zhou Youguang, care era economist, ca parte a unui proiect guvernamental chinez. Zhou, deseori supranumit „părintele pinyinului”, lucrase ca bancher la New York când a decis să se întoarcă în China pentru a ajuta la refacerea țării după întemeierea Republicii Populare Chineze. Mao Zedong avea inițial de gând să latinizeze ortografia chineză, dar, în timpul primei sale vizite oficiale în Uniunea Sovietică în 1949, Iosif Stalin l-a convins să păstreze sistemul logografic. Zhou s-a angajat ca profesor de economie în Shanghai, iar în 1955, când Ministerul Educației din RPC a creat o comisie pentru reformarea limbii chineze scrise, premierul Ciu Enlai l-a însărcinat pe Zhou Youguang cu proiectarea unui nou sistem de romanizare, cu toate că el nu era lingvist.
Hanyu Pinyin s-a bazat pe mai multe sisteme preexistente, printre care se numără: Zhuyin (1928), Gwoyeu Romatzyh (1928) și Latinxua Sin Wenz (1931). Zhou a spus câțiva ani mai târziu: „Eu nu sunt părintele pinyinului – sunt copilul pinyinului. Este rezultatul unei lungi tradiții din ultimii ani ai dinastiei Qing până astăzi. Dar am restudiat problema și am revizitat-o și am perfecționat-o”.
O variantă provizorie a fost publicată pe 12 februarie 1956. Prima ediție a Hanyu Pinyin a fost aprobată și adoptată la cea de-a cincea ședință a primului Congres Național al Poporului, pe 11 februarie 1958. Ea a fost apoi implementată ca mijloc de predare a pronunției standard în școlile primare, dar și ca unealtă de creștere a ratei alfabetizării la adulți.
În plin Război Rece, folosirea pinyinului în detrimentul romanizării Yale în afara Chinei era văzut ca o declarație de afinitate politică față de regimul comunist chinez. Începând din anii 1980, însă, publicațiile occidentale care abordau China continentală au început să folosească Hanyu Pinyin; această schimbare a venit ca efect al normalizării relațiilor diplomatice dintre Statele Unite și RPC în 1979. În 2001, guvernul RPC a emis Legea limbii naționale comune, asigurând un temei legal pentru folosirea pinyinului. Versiunea curentă a regulilor de ortografie este enunțată în Standardul Național GB/T 16159–2012.

## Litere și sunete
Spre deosebire de limbile europene, elementele fundamentale din pinyin și din fonologia mandarină nu sunt consoanele și vocalele, ci inițialele (声母／聲母 shēngmǔ; consoane ce încep silabele) și finalele (韵母／韻母 yùnmǔ; vocale sau grupuri de sunete – conținând vocale – care încheie silabele).
Cum grafia chineză este complet separată de pronunție, sunetele limbii chineze vor fi, în continuare, reprezentate în zhuyin.

### Inițiale
Inițialele nu sunt un element obligatoriu; există silabe care încep direct cu o (semi)vocală.
| Zhuyin | ㄅ  | ㄆ   | ㄇ  | ㄈ  | ㄉ  | ㄊ   | ㄋ  | ㄌ  | ㄍ  | ㄎ   | ㄏ      | ㄐ   | ㄑ    | ㄒ  | ㄓ   | ㄔ    | ㄕ  | ㄖ  | ㄗ   | ㄘ    | ㄙ  |
| ------ | --- | ---- | --- | --- | --- | ---- | --- | --- | --- | ---- | ------- | ---- | ----- | --- | ---- | ----- | --- | --- | ---- | ----- | --- |
| AFI    | [p] | [pʰ] | [m] | [f] | [t] | [tʰ] | [n] | [l] | [k] | [kʰ] | [x]~[h] | [t͡ɕ] | [t͡ɕʰ] | [ɕ] | [ʈ͡ʂ] | [ʈ͡ʂʰ] | [ʂ] | [ɻ] | [t͡s] | [t͡sʰ] | [s] |
| Pinyin | b   | p    | m   | f   | d   | t    | n   | l   | g   | k    | h       | j    | q     | x   | zh   | ch    | sh  | r   | z    | c     | s   |

### Finale
În tabelele de mai jos, cratimele nu fac parte din transcrierea propriu-zisă, ci sunt folosite orientativ, pentru distingerea a două forme diferite de transcriere a finalelor. Formele precedate de cratimă sunt folosite împreună cu o inițială; celelalte sunt folosite în lipsa inițialei și reprezintă silabe complete. În această secțiune, nucleul silabei (vocala) este subliniat și reprezintă litera deasupra căreia pot apărea semne diacritice reprezentând tonuri.

#### Finale simple
Finalele simple sunt formate dintr-o singură vocală.
| Zhuyin | ㄚ   | ㄛ   | ㄜ       | ㄝ   | ㄧ    | ㄨ    | ㄩ    | ㄭ           |
| ------ | ---- | ---- | -------- | ---- | ----- | ----- | ----- | ------------ |
| AFI    | [a]  | [ɔ]  | [ə], [ɤ] | [ɛ]  | [i]   | [u]   | [y]   | [ɨ], [ɻ̩]~[ʐ̩] |
| Pinyin | a -a | o -o | e -e     | ê -ê | yi -i | wu -u | yu -ü | -i           |

#### Finale compuse
Finalele compuse sunt formate dintr-o vocală precedată de o medială și/sau urmată de o codă.
Tehnic vorbind, ㄧ y/i, ㄨ w/u și ㄩ yu/ü sunt uneori nuclee, dar în tabelul de mai jos sunt considerate întotdeauna mediale, pentru o prezentare mai succintă.
| Codă →    | Codă →     | ㄚ [a]         | ㄛ [o]         | ㄝ [e]         | ㄞ [ai̯]        | ㄟ [ei̯]       | ㄠ [ɑu̯]        | ㄡ [ou̯]       | ㄢ [an]~[ɛn]    | ㄣ [(ə)n]     | ㄤ [ɑŋ]          | ㄥ [(ə)ŋ]~[ʊŋ]        |
| --------- | ---------- | -------------- | -------------- | -------------- | -------------- | ------------- | -------------- | ------------- | --------------- | ------------- | ---------------- | --------------------- |
| Medială → | ∅          | (vezi mai sus) | (vezi mai sus) | (vezi mai sus) | [ai̯] ai -ai    | [ei̯] ei -ei   | [ɑu̯] ao -ao    | [ou̯] ou -ou   | [an] an -an     | [ən] en -en   | [ɑŋ] ang -ang    | [əŋ] eng -eng         |
| Medială → | ㄧ [i]~[j] | [ja] ya -ia    |                | [je] ye -ie    |                |               | [jɑu̯] yao -iao | [jou̯] you -iu | [jɛn] yan -ian  | [in] yin -in  | [jɑŋ] yang -iang | [iŋ] ying -ing        |
| Medială → | ㄨ [w]     | [wa] wa -ua    | [wo] wo -uo    |                | [wai̯] wai -uai | [wei̯] wei -ui |                |               | [wan] wan -uan  | [wən] wen -un | [wɑŋ] wang -uang | [wəŋ], [ʊŋ] weng -ong |
| Medială → | ㄩ [y]~[ɥ] |                |                | [ɥe] yue -üe   |                |               |                |               | [ɥɛn] yuan -üan | [yn] yun -ün  |                  | [jʊŋ] yong -iong      |

#### Finale afectate deérhuà
Érhuà (儿化／兒化) este un proces fonologic manifestat prin rotacizarea, uneori însoțită de nazalizare, a unei finale, fie ea simplă sau compusă. Reprezentarea din zhuyin este „ㄦ” și poate forma o silabă [ɚ]~[aɚ̯] de una singură (er în pinyin) sau se poate afla la sfârșitul ei. În ultimul caz, pinyin adaugă, pur și simplu, un -r la sfârșitul finalei și nu ține cont de alte schimbări fonetice conexe; de exemplu, cuvântul „瓶儿” (ㄆㄧㄥˊㄦ [pʰjɚ̃̌]) se transcrie píngr. Reprezentarea lui „ㄜㄦ” în absența unei inițiale este e'r, pentru dezambiguizare.

### Precizări
- Tabelele de mai sus omit consoanele silabice nazale m (呒／嘸, 呣), n (嗯, 唔) și ng (𠮾／嗯), folosite ca interjecții.
- Cu excepția primei silabe a unui cuvânt, orice silabă care începe cu a, o sau e poate fi precedată de un apostrof ('). Acest lucru previne ambiguitatea, mai ales în cazul în care tonurile nu se marchează: xian (先; o silabă: [ɕjɛn]) vs. Xi'an (西安／西安; două silabe: [ɕi.an]).[29]
- În lipsa unei inițiale, y și w sunt folosite înainte de i, u și ü (sau în locul lor) pentru a marca un început de silabă; această convenție reduce numărul de apostrofuri necesare. De exemplu, este clar că fanguan se desparte fan-guan, iar fangwan se desparte fang-wan.
- În lipsa suportului tehnic, ü este uneori înlocuit cu v sau cu yu.[30][31]
- Conform Schemei alfabetului fonetic chinez, elementele zh, ch, sh și ng pot fi scrise și ẑ, ĉ, ŝ și ŋ, însă aceste variante sunt folosite foarte rar, din cauza dificultății introducerii lor la tastatură.

## Tonuri

Schimbările relative de înălțime ale celor patru tonuri

Pinyin se folosește de semne diacritice pentru a marca cele patru tonuri din mandarină. Se poate considera că lipsa tonului reprezintă un al cincilea ton.
1. Primul ton (plat, înalt constant) este marcat printr-un macron (ˉ) deasupra vocalei. El are forma unei linii drepte orizontale.
ā ē ī ō ū ǖ Ā Ē Ī Ō Ū Ǖ
2. Al doilea ton (crescător, ascendent, înalt ascendent) este marcat printr-un accent ascuțit (ˊ) deasupra vocalei. El are forma unei linii drepte oblice mai ridicată în partea din dreapta.
á é í ó ú ǘ Á É Í Ó Ú Ǘ
3. Al treilea ton (scăzător-crescător, descendent-ascendent, grav) este marcat printr-un háček (ˇ). El are formă de v sau de accent circumflex întors (are un vârf ascuțit). El nu este același cu breva (˘) folosită în limba română pentru a forma litera ă. Breva seamănă cu un arc de cerc (este rotunjită).
ǎ ě ǐ ǒ ǔ ǚ Ǎ Ě Ǐ Ǒ Ǔ Ǚ
corect — ǎ Ǎ; greșit — ă Ă
4. Al patrulea ton (scăzător, înalt scăzător, brusc descendent) este marcat printr-un accent grav (ˋ) deasupra vocalei. El are forma unei linii drepte oblice mai ridicată în partea din stânga.
à è ì ò ù ǜ À È Ì Ò Ù Ǜ
5. Al cincilea ton (neutru) de obicei nu se marchează; vocala rămâne în forma ei normală.
a e i o u ü A E I O U Ü

Totuși, în dicționare, tonul neutru poate fi indicat printr-un interpunct (·) pus înaintea silabei (de exemplu, ·ma). El arată ca un punct normal, dar este ridicat pe mijlocul rândului. Atunci când o silabă în tonul neutru are o pronunție alternativă în alt ton, poate fi folosită o combinație de marcaje de ton: zhī·dào (知道).

### Utilizarea cifrelor în locul diacriticelor
În lipsa posibilităților tehnice, se folosesc și cifre în locul diacriticelor:
| Ton           | Descriere          | Semn diacritic                                                   | Număr             | Exemplu      | Exemplu      | AFI          | AFI      | AFI                        |
| Ton           | Descriere          | Semn diacritic                                                   | Număr             | Cu diacritic | Cu cifră     | Cu diacritic | Cu cifre | Cu bară de ton             |
| ------------- | ------------------ | ---------------------------------------------------------------- | ----------------- | ------------ | ------------ | ------------ | -------- | -------------------------- |
| Primul        | Plat               | Macron (◌̄)                                                       | 1                 | mā           | ma1          | [má]         | [ma⁵⁵]   | [ma˥]                      |
| Al doilea     | Crescător          | Accent ascuțit (◌́)                                               | 2                 | má           | ma2          | [mǎ]         | [ma³⁵]   | [ma˧˥]                     |
| Al treilea    | Scăzător-crescător | Háček (◌̌)                                                        | 3                 | mǎ           | ma3          | [mà]         | [ma²¹⁴]  | [ma˨˩˦]                    |
| Al patrulea   | Scăzător           | Accent grav (◌̀)                                                  | 4                 | mà           | ma4          | [mâ]         | [ma⁵¹]   | [ma˥˩]                     |
| „Al cincilea” | Neutru             | Niciunul; poate fi marcat cu un interpunct înaintea silabei (·◌) | 0, 5 sau niciunul | ma, ·ma      | ma0, ma5, ma | [ma]         | [ma⁰]    | [ma꜋], [ma꜊], [ma꜉], [ma꜌] |

### Indicarea asimilării tonale
De obicei, în pinyin, nu se indică asimilarea tonală – se scrie tonul inerent. Totuși, ABC English–Chinese, Chinese–English Dictionary (2010) folosește următoarea notație pentru a indica tonul inerent și cel asimilat:
1. 一 (yī) pronunțat în tonul al doilea (yí) se notează yị̄.[h]
  - Exemplu: 一共 (yīgòng, dar pronunțat yígòng) se scrie yị̄gòng.
2. 一 (yī) pronunțat în tonul al patrulea (yì) se notează yī̠.
  - Exemplu: 一起 (yīqǐ, dar pronunțat yìqǐ) se scrie yī̠qǐ.
3. 不 (bù) pronunțat în tonul al doilea (bú) se notează bụ̀.
  - Exemplu: 不要 (bùyào, dar pronunțat búyào) se notează bụ̀yào.
4. Acolo unde există două silabe consecutive în tonul al treilea, prima se pronunță în tonul al doilea și se notează cu un punct dedesubt (ạ̌ ẹ̌ ị̌[h] ọ̌ ụ̌ ụ̈̌).[i]
  - Exemplu: 了解 (liǎojiě, dar pronunțat liáojiě) se notează liạ̌ojiě.

Wenlin Software for Learning Chinese a adoptat aceeași notație.

## Alte reguli
Deși caracterele chinezești reprezintă câte o silabă fiecare, mandarina este o limbă polisilabică. Spațierea în pinyin se face, de obicei, în funcție de cuvinte și nu după fiecare silabă. Totuși, descompunerea unei fraze în cuvinte poate fi deseori ambiguă.
Regulile de bază ale ortografiei în alfabetul fonetic chinez (汉语拼音正词法基本规则／漢語拼音正詞法基本規則; Hànyǔ Pīnyīn Zhèngcífǎ Jīběn Guīzé) au fost puse în vigoare în 1988 de Comisia pentru Educația Națională (国家教育委员会／國家教育委員會; Guójiā Jiàoyù Wěiyuánhuì) și de Comisia pentru Limba Națională (国家语言文字工作委员会／國家語言文字工作委員會; Guójiā Yǔyán Wénzì Gōngzuò Wěiyuánhuì). Aceste reguli au devenit o recomandare oficială a Standardization Administration of China (SAC) în 1996 și au fost actualizate în 2012.
1. Reguli generale
  1. Înțeles unic: Cuvintele cu un singur înțeles, care de obicei sunt formate din două caractere (uneori unul, rareori trei) sunt scrise împreună; inițialele nu se scriu cu majusculă: rén (人 – „persoană”), péngyou (朋友 – „prieten”), qiǎokèlì (巧克力 – „ciocolată”)
  2. Înțeles compus (2–3 caractere): La fel pentru cuvintele compuse din două cuvinte pentru un singur înțeles: hǎifēng (海风／海風 – „briză”), wèndá (问答／問答 – „întrebare și răspuns”), quánguó (全国／全國 – „la nivel național”), chángyòngcí (常用词／常用詞 – „cuvinte frecvente”)
  3. Înțeles compus (≥4 caractere): Cuvintele din 4 sau mai multe caractere cu un singur înțeles se separă după înțelesurile originale acolo unde e posibil: wúfèng gāngguǎn (无缝钢管／無縫鋼管 – „neîntrerupt” + „tub-de-oțel” → „tub de oțel neîntrerupt”), huánjìng bǎohù guīhuà (环境保护规划／環境保護規劃 – „mediu” + „protecție” + „plan” → „plan pentru protecția mediului”), gāoměngsuānjiǎ (高锰酸钾／高錳酸鉀 – „permanganat-de-potasiu”)
2. Cuvinte repetate
  1. AA: Caracterele repetate (AA) se scriu împreună: rénrén (人人 – „toată lumea”), kànkan (看看 – „a arunca o privire”), niánnián (年年 – „an după an”)
  2. ABAB: Perechile repetate de caractere (ABAB) se scriu separat: yánjiū yánjiū (研究研究／研究研究 – „a studia”, „a cerceta”), xuěbái xuěbái (雪白雪白／雪白雪白 – „alb ca zăpada”)
  3. AABB: Perechile de caractere repetate (AABB) se scriu împreună: láiláiwǎngwǎng (来来往往／來來往往 – „a veni și a pleca”), qiānqiānwànwàn (千千万万／千千萬萬 – „nenumărați”)
3. Prefixe (前附成分／前附成分; qiánfù chéngfèn) și sufixe (后附成分／後附成分; hòufù chéngfèn): Cuvintele însoțite de prefixe precum fù- (副 – „vice-”, „adjunct”), zǒng- (总／總 – „șef”), fēi- (非／非 – „non-”), fǎn- (反／反 – „anti-”), chāo- (超 – „ultra-”), lǎo- (老／老 – „vechi”), ā- (阿; folosit înaintea numelor pentru a indica familiaritatea), kě- (可 – „-abil”), wú- (无／無 – „a-”, „lipsit de”) și bàn- (半 – „semi-”) și/sau de sufixe precum -zi (子 – sufix substantival), -r (儿／兒 – sufix diminutival), -tou (头／頭 – sufix substantival), -xìng (性 – „-ețe”, „-itate”), -zhě (者 – „-or”, „-ist”), -yuán (员／員 – „persoană”), -jiā (家 – „-or”, „-ist”), -shǒu (手 – „-or”, „-ist”), -huà (化／化 – „-iza”) și -men (们／們 – desinență de plural) se scriu împreunat: fùbùzhǎng (副部长／副部長 – „ministru adjunct”), chéngwùyuán (乘务员／乘務員 – „conductor”), háizimen (孩子们／孩子們 – „copíi”)
4. Substantive comune și proprii (名词／名詞; míngcí)
  1. Cuvintele ce indică poziția se separă de restul cuvintelor: mén wài (门外／門外 – „afară”, „în fața ușii”), hé li (河里／河裏 – „în râu”), huǒchē shàngmian (火车上面／火車上面 – „pe tren”), Huáng Hé yǐnán (黄河以南／黃河以南 – „la sud de Fluviul Galben”)
    1. Cuvintele conectate prin tradiție fac excepție: tiānshang (天上 – „în cer”), dìxia (地下／地下 – „pe pământ”), kōngzhōng (空中／空中 – „în aer”), hǎiwài (海外／海外 – „peste ocean”)

  2. Numele de familie sunt separate de cele personale, fiecare scris cu inițială majusculă: Lǐ Huá (李华／李華), Zhāng Sān (张三／張三). Dacă oricare dintre componente constă în două sau mai multe silabe, acestea se scriu legat: Zhūgě Kǒngmíng (诸葛孔明／諸葛孔明).
  3. Titlurile/Distincțiile ce apar după nume sunt separate și scrise cu litere mici: Wáng bùzhǎng (王部长／王部長 – „ministrul Wang”), Lǐ xiānsheng (李先生／李先生 – „domnul Li”), Tián zhǔrèn (田主任／田主任 – „directorul Tian”), Zhào tóngzhì (赵同志／趙同志 – „tovarășul Zhao”).
  4. Formele de adresare cu prefixe precum Lǎo (老／老), Xiǎo (小), Dà (大) și Ā (阿) se scriu cu literă mare: Xiǎo Liú (小刘／小劉 – „tânărul/tânăra [d./dnă/dră] Liu”), Dà Lǐ (大李／大李 – „marele [domn] Li”), Ā Sān (阿三 – „dl/dra San”), Lǎo Qián (老钱／老錢 – „bătrânul [domn] Qian”), Lǎo Wú (老吴／老吳 – „bătrânul [domn] Wu”)
    1. Printre excepții se numără Kǒngzǐ (孔子 – „Confucius”), Bāogōng (包公／包公 – „baronul Bao”), Xīshī (西施／西施 – „Xishi”, „[fecioara] Shi din vest”), Mèngchángjūn (孟尝君／孟嘗君 – „conducătorul Mengchang”)

  5. Toponime chineze: Běijīng Shì (北京市／北京市 – „orașul Beijing”), Héběi Shěng (河北省／河北省 – „provincia Hebei”), Yālù Jiāng (鸭绿江／鴨綠江 – „râul Yalu”), Tài Shān (泰山／泰山 – „muntele Tai”), Dòngtíng Hú (洞庭湖／洞庭湖 – „lacul Dongting”), Qióngzhōu Hǎixiá (琼州海峡／瓊州海峽 – „strâmtoarea Qiongzhou”)
    1. Prefixele și sufixele monosilabice se scriu împreună cu termenul determinat: Dōngsì Shítiáo (东四十条／東四十條 – „Aleea a 10-a din Dongsi”)
    2. Substantivele comune referitoare la trăsături geografice care au devenit parte din substantive proprii se scriu împreunat: Hēilóngjiāng (黑龙江／黑龍江 – „Heilongjiang”)

  6. Numele în alte limbi se scriu în Hanyu Pinyin astfel: Āpèi Āwàngjìnměi (阿沛·阿旺晋美／阿沛·阿旺晉美 – „Ngapoi Ngawang Jigme”), Dōngjīng (东京／東京 – „Tokyo”)
5. Verbe (动词／動詞; dòngcí): Verbele și sufixele lor -zhe (着／著), -le (了) sau -guo (过／過) se scriu împreună: kànzhe (看着／看著 – „văzând”), jìnxíngguo (进行过／進行過 – „au fost implementate”). Totuși, le la final de propoziție se scrie separat: Huǒchē dào le. (火车到了。／火車到了。 – „Trenul a ajuns.”)
  1. Verbele și complementele lor de obiect se separă: kàn xìn (看信 – „a citi o scrisoare”), chī yú (吃鱼／吃魚 – „a mânca pește”), kāi wánxiào (开玩笑／開玩笑 – „a spune o glumă”).
  2. Dacă verbele și complementele lor circumstanțiale sunt ambele monosilabice, se scriu împreună; altfel, se scriu separat: gǎohuài (搞坏／搞壞 – „a strica”, „a face stricat”), dǎsǐ (打死／打死 – „a lovi până la moarte”), huàwéi (化为／化為 – „a schimba în”, „a deveni”), zhěnglǐ hǎo (整理好／整理好 – „a pune în ordine”), gǎixiě wéi (改写为／改寫為 – „a rescrie ca”)
6. Adjective (形容词／形容詞; xíngróngcí): Un adjectiv monosilabic și duplicatul lui se scriu împreună: mēngmēngliàng (矇矇亮／蒙蒙亮 – „estompat”), liàngtángtáng (亮堂堂／亮堂堂 – „luminos”, „strălucitor”)
  1. Complementele de mărime sau de grad de comparație, precum xiē (些／些), yīxiē (一些／一些), diǎnr (点儿／點兒) și yīdiǎnr (一点儿／一點兒) se scriu separat: dà xiē (大些／大些) – „puțin mai mare”), kuài yīdiǎnr (快一点儿／快一點兒 – „puțin mai rapid”)
7. Pronume (代词／代詞; dàicí)
  1. Pronumele personale și interogative sunt separate de alte cuvinte: Wǒ ài Zhōngguó. (我爱中国。／我愛中國。 – „Eu iubesc China.”), Shéi shuō de? (谁说的？／誰說的？ – „Cine a spus-o?”)
  2. Adjectivele pronominale demonstrative/interogative zhè (这／這 – „acest”), nà (那 – „acel”) și nǎ (哪 – „care”) sunt separate de alte cuvinte: zhè rén (这人／這人 – „această persoană”), nà cì huìyì (那次会议／那次會議 – „acea ședință”), nǎ zhāng bàozhǐ (哪张报纸／哪張報紙 – „care ziar”)
    1. Excepție: Dacă zhè, nà sau nǎ este urmat de diǎnr (点儿／點兒), bān (般／般), biān (边／邊), shí (时／時), huìr (会儿／會兒), lǐ (里／裏), me (么／麼) sau de clasificatorul general ge (个／個), acestea se scriu împreună: nàlǐ (那里／那裏 – „într-acolo”, „în acea parte”), zhèbiān (这边／這邊 – „aici”, „în partea asta”), zhège (这个／這個 – „acest(a)”)
8. Numerale (数词／數詞; shùcí) și clasificatori (量词／量詞; liàngcí)
  1. Numerele și cuvintele precum gè (各 – „fiecare”), měi (每 – „fiecare”), mǒu (某／某 – „anume”), běn (本 – „acest”), gāi (该／該 – „acel”), wǒ (我 – „al meu”, „al nostru”) și nǐ (你 – „al tău”) se separă de clasificatorii care le urmează: liǎng gè rén (两个人／兩個人 – „două persoane”), gè guó (各国／各國 – „fiecare națiune”), měi nián (每年 – „în fiecare an”), mǒu gōngchǎng (某工厂／某工廠 – „o fabrică anume”), wǒ xiào (我校 – „școala noastră”)
  2. Numerele până la 100 se scriu legat: sānshísān (三十三 – „treizeci și trei”). Ordinele mai mari (sutele, miile etc.) se scriu separat: jiǔyì qīwàn èrqiān sānbǎi wǔshíliù (九亿七万二千三百五十六／九億七萬二千三百五十六 – „nouă sute de milioane șaptezeci și două de mii trei sute cincizeci și șase”). Numerele arabe sunt păstrate ca atare: 635 fēnjī (635 分机／635 分機 – „numărul telefonic intern 635”)
  3. Prefixul dì- (第／第) folosit la numeralele ordinale este urmat de cratimă: dì-yī (第一／第一 – „primul”), dì-356 (第 356／第 356 – „al 356-lea”). Cratima nu apare atunci când dì (第／第) nu se referă la un numeral ordinal: Dìwǔ (第五／第五; un nume de familie compus).[43][44] Prefixul chū- (初) folosit la date calendaristice se scrie împreună cu numărul: chūshí (初十 – „data de 10”)
  4. Numerele reprezentând luni și zile se scriu cu cratimă: wǔ-sì (五四 – „4 mai”), yīèr-jiǔ (一二·九 – „9 decembrie”)
  5. Cuvintele ce arată aproximarea, precum duō (多／多), lái (来／來) și jǐ (几／幾), sunt separate de numerale și clasificatori: yībǎi duō gè (一百多个／一百多個 – „peste o sută”), shí lái wàn gè (十来万个／十來萬個 – „aproximativ o sută de mii”), jǐ jiā rén (几家人／幾家人 – „câteva familii”)
    1. Shíjǐ (十几／十幾 – „zece și ceva”) și jǐshí (几十／幾十 – „zeci”) se scriu împreunat: shíjǐ gè rén (十几个人／十幾個人 – „mai mult de zece oameni”, „zece oameni și ceva”), jǐshí gēn gāngguǎn (几十根钢管／幾十根鋼管 – „zeci de tuburi de oțel”)

  6. Aproximările ce constă în numere sau unități apropiate se scriu cu cratimă: sān-wǔ tiān (三五天 – „trei-cinci zile”), qiān-bǎi cì (千百次／千百次 – „de mii de ori”, „mii-sute de ori”)
9. Alte cuvinte gramaticale (虚词／虛詞; xūcí) se separă de alte cuvinte
  1. Adverbe (副词／副詞; fùcí): hěn hǎo (很好／很好 – „foarte bine”), zuì kuài (最快／最快 – „cel mai rapid”), fēicháng dà (非常大／非常大 – „extrem de mare”)
  2. Prepoziții (介词／介詞; jiècí): zài qiánmiàn (在前面／在前面 – „în fața”)
  3. Conjuncții (连词／連詞; liáncí): nǐ hé wǒ (你和我 – „tu și eu”), Nǐ lái háishi bù lái? (你来还是不来？／你來還是不來？ – „Vii sau nu?”)
  4. Particule structurale (结构助词／結構助詞; jiégòu zhùcí) precum de (的, 地／地, 得), zhī (之) și suǒ (所): mànmàn de zou (慢慢地走／慢慢地走 – „a merge încet”)
    1. Un cuvânt monosilabic poate fi scris și împreună cu de (的, 地／地, 得): wǒ de shū / wǒde shū (我的书／我的書 – „cartea mea”)

  5. Auxiliare modale la final de propoziție: Nǐ zhīdào ma? (你知道吗？／你知道嗎？ – „Știi?”), Kuài qù ba! (快去吧！／快去吧！ – „Pleacă repede!”)
  6. Exclamații și interjecții: À! Zhēn měi! (啊！真美！／啊！真美！ – „A! Ce frumos e!”)
  7. Onomatopee: mó dāo huòhuò (磨刀霍霍／磨刀霍霍 – ascuțirea unui cuțit), hōnglōng yī shēng (轰隆一声／轟隆一聲 – murmurat)
10. Scrierea cu majusculă
  1. Primul cuvânt din frază se scrie cu inițială majusculă: Chūntiān lái le. (春天来了。／春天來了。 – „A sosit primăvara.”)
  2. Primul cuvânt dintr-un vers se scrie cu inițială majusculă.
  3. Inițialele unui substantiv propriu sunt majuscule: Běijīng (北京／北京 – „Beijing”), Guójì Shūdiàn (国际书店／國際書店 – „Librăria Internațională”), Guójiā Yǔyán Wénzì Gōngzuò Wěiyuánhuì (国家语言文字工作委员会／國家語言文字工作委員會 – „Comisia pentru Limba Națională”)
    1. În anumite contexte, substantivele proprii pot fi scrise integral cu majuscule: BĚIJĪNG, GUÓJÌ SHŪDIÀN, GUÓJIĀ YǓYÁN WÉNZÌ GŌNGZUÒ WĚIYUÁNHUÌ

  4. Dacă un substantiv propriu este combinat cu unul comun pentru a forma un alt substantiv propriu, acesta va avea inițială majusculă. În cazul în care compusul nu conține un substantiv propriu, el nu se va scrie cu majusculă: Fójiào (佛教／佛教 – „budism”), Tángcháo (唐朝 – „dinastia Tang”), jīngjù (京剧／京劇 – „Opera de la Beijing”), chuānxiōng (川芎／川芎 – „leuștean de Sichuan”)
  5. În titlurile de cărți,[45] ziare,[46] reviste[46] și alte opere,[45] fiecare cuvânt se scrie cu inițială majusculă, mai puțin câteva cuvinte gramaticale, precum de, hé sau zài:[45] Kuángrén Rìjì (狂人日记／狂人日記 – „Jurnalul unui nebun”), Tàiyáng Zhào zài Sānggàn Hé shàng (太阳照在桑干河上／太陽照在桑乾河上 – „Soarele strălucește deasupra râului Sanggan”), Zhōngguó Qīngnián Bào (中国青年报／中國青年報 – „Cotidianul tineretului Chinei”).
11. Abrevieri
  1. Cuvintele individuale se abreviază luând prima literă corespunzătoare fiecărui caracter: Běijīng (北京／北京) → BJ
  2. Grupurile de cuvinte se abreviază luând prima literă din fiecare cuvânt: guójiā biāozhǔn (国家标准／國家標準 – „standard SAC”) → GB
  3. Inițialele pot fi însoțite și de puncte: Běijīng → B.J., guójiā biāozhǔn → G.B.
  4. La abrevierea numelor de persoane, numele de familie se scrie complet (folosind majuscule pentru prima literă sau pentru întregul cuvânt), iar din cel personal se iau primele litere corespunzătoare fiecărui caracter, însoțite de puncte: Lǐ Huá (李华／李華) → Lǐ H. sau LǏ H., Zhūgě Kǒngmíng (诸葛孔明／諸葛孔明) → Zhūgě K. M. sau ZHŪGĚ K. M.
12. Despărțire la capăt de rând
  1. Cuvintele se pot despărți numai în locurile în care începe sau se termină un caracter chinezesc:
guāngmíng (光明 – „strălucitor”) → guāng-
míng, și nu gu-
āngmíng
  2. Inițialele nu se despart:
Wáng J. G. (王建国／王建國) → Wáng
J. G., și nu Wáng J.-
G.
  3. Apostrofurile se omit la capăt de rând:
Xī'ān (西安／西安 – „Xi'an”) → Xī-
ān, și nu Xī-
'ān
  4. Atunci când cuvântul conține deja o cratimă, se mai adaugă o cratimă la începutul noului rând:
chēshuǐ-mǎlóng (车水马龙／車水馬龍 – „mașină, apă, cal, dragon” → „aglomerație”) → chēshuǐ-
-mǎlóng
13. Cratime: Pe lângă situațiile menționate mai sus, mai există câteva situații în care se folosesc cratime
  1. Cuvinte compuse coordonatoare sau disjunctive, în care elementele alăturate sunt în armonie sau în opoziție, dar își păstrează semnificațiile individuale: gōng-jiàn (弓箭／弓箭 – „arc și săgeată”), kuài-màn (快慢／快慢 – „repede-încet” → „viteză”), shíqī-bā suì (十七八岁／十七八歲 – „17–18 ani”), dǎ-mà (打骂／打罵 – „a bate și a certa”, „a abuza fizic și verbal”), Yīng-Hàn (英汉／英漢 – „[dicționar] englez–chinez”), Jīng-Jīn (京津 – „Beijing–Tianjin”), lù-hǎi-kōngjūn (陆海空军／陸海空軍 – „armată-marină-aviație”)
  2. Cuvinte compuse abreviate (略语／略語; lüèyǔ): gōnggòng guānxì (公共关系／公共關係 – „relații publice”) → gōng-guān (公关／公關 – „PR”), chángtú diànhuà (长途电话／長途電話 – „apel interurban”) → cháng-huà (长话／長話)
  3. Expresii din patru silabe: fēngpíng-làngjìng (风平浪静／風平浪靜 – „vânt calm, valuri potolite” → „calm și liniștit”), huījīn-rútǔ (挥金如土／揮金如土 – „a arunca aurul ca pe praf” → „a arunca banii pe fereastră”), zhǐ-bǐ-mò-yàn (纸笔墨砚／紙筆墨硯 – „hârtia, pensula, tușul, piatra pentru tuș” – Cele Patru Comori ale Scriptoriului)[47]
    1. Alte expresii se separă după cuvintele componente: bēi hēiguō (背黑锅／背黑鍋 – „a purta o oală neagră” → „a lua vina asupra sa”), zhǐ xǔ zhōuguān fànghuǒ, bù xǔ bǎixìng diǎndēng (只许州官放火，不许百姓点灯／只許州官放火，不許百姓點燈 – „doar conducătorul are voie să aprindă flacăra; oamenii de rând nu au voie să aprindă o lampă” → „ce e permis lui Jupiter nu e permis boului”)
14. Punctuație
  1. Punctul chinezesc (。) se transformă într-un punct occidental (.)
  2. Cratima este una simplă, scurtă (-)
  3. Punctele de suspensie se pot reduce de la 6 (⋯⋯) la 3 puncte (...)
  4. Virgula ideografică (、) se transformă într-o virgulă occidentală (,)
  5. Toate celelalte semne de punctuație sunt la fel ca cele folosite în textele obișnuite

## Comparație cu alte ortografii
Pinyin și zhuyin sunt folosite în prezent de persoane care învață chineza ca limbă străină.
Pinyin alocă unor litere latine valori fonetice care diferă față de majoritatea limbilor. Acest lucru a atras critici, fiindcă sistemul poate duce la confuzie atunci când vorbitorii neinformați aplică termenilor chinezi pronunții din limba lor maternă sau din engleză. Totuși, aceste probleme nu sunt specifice pinyinului, din moment ce mai multe limbi care folosesc nativ alfabetul latin alocă și ele valori fonetice neobișnuite acelorași litere. Un studiu publicat în 1995 despre scrierea și învățătura în limba chineză a ajuns la concluzia că „pinyinul reprezintă sunetele din chineză mai bine decât sistemul Wade–Giles și o face cu mai puține semne adiționale”.
Din moment ce pinyinul este un sistem de scriere fonetic pentru chineza standard modernă, el nu este proiectat pentru a înlocui hanzi în textele scrise în chineza clasică, limba scrisă standard înainte de secolul al XX-lea. În plus, caracterele chinezești păstrează anumite repere semantice care ajută la distingerea unor cuvinte cu pronunții distincte în chineza clasică, dar identice astăzi în mandarină. Așadar, caracterele chinezești rămân indispensabile pentru consemnarea și transmiterea mai departe a corpusului literaturii chineze din trecut.
Pinyinul nu este proiectat nici pentru transcrierea altor varietăți de chineză decât chineza standard, care se bazează pe fonologia mandarinei așa cum este vorbită în Beijing. Pentru transcrierea altor varietăți de chineză au fost concepute alte scheme de romanizare, precum Jyutping pentru cantoneză și Pe̍h-ōe-jī pentru hokkien.

### Tabele de comparație
| AFI             | [a] | [ɔ] | [ɛ] | [ɤ] | [ai] | [ei] | [au] | [ou] | [an] | [ən] | [aŋ] | [əŋ] | [ʊŋ] | [aɚ] |
| --------------- | --- | --- | --- | --- | ---- | ---- | ---- | ---- | ---- | ---- | ---- | ---- | ---- | ---- |
| Pinyin          | a   | o   | ê   | e   | ai   | ei   | ao   | ou   | an   | en   | ang  | eng  | ong  | er   |
| Tongyong Pinyin | a   | o   | e   | e   | ai   | ei   | ao   | ou   | an   | en   | ang  | eng  | ong  | er   |
| Wade–Giles      | a   | o   | eh  | ê/o | ai   | ei   | ao   | ou   | an   | ên   | ang  | êng  | ung  | êrh  |
| Zhuyin          | ㄚ  | ㄛ  | ㄝ  | ㄜ  | ㄞ   | ㄟ   | ㄠ   | ㄡ   | ㄢ   | ㄣ   | ㄤ   | ㄥ   | ㄨㄥ | ㄦ   |
| Exemplu         | 阿  | 喔  | 誒  | 俄  | 艾   | 黑   | 凹   | 偶   | 安   | 恩   | 昂   | 冷   | 中   | 二   |

| AFI             | [i]  | [je] | [jou] | [jɛn] | [in] | [iŋ] | [jʊŋ] | [u] | [wo]    | [wei] | [wən] | [wəŋ] | [y] | [ɥe] | [ɥɛn] | [yn] |
| --------------- | ---- | ---- | ----- | ----- | ---- | ---- | ----- | --- | ------- | ----- | ----- | ----- | --- | ---- | ----- | ---- |
| Pinyin          | yi   | ye   | you   | yan   | yin  | ying | yong  | wu  | wo/o    | wei   | wen   | weng  | yu  | yue  | yuan  | yun  |
| Tongyong Pinyin | yi   | ye   | you   | yan   | yin  | ying | yong  | wu  | wo/o    | wei   | wun   | wong  | yu  | yue  | yuan  | yun  |
| Wade–Giles      | i/yi | yeh  | yu    | yen   | yin  | ying | yung  | wu  | wo/o    | wei   | wên   | wêng  | yü  | yüeh | yüan  | yün  |
| Zhuyin          | ㄧ   | ㄧㄝ | ㄧㄡ  | ㄧㄢ  | ㄧㄣ | ㄧㄥ | ㄩㄥ  | ㄨ  | ㄨㄛ/ㄛ | ㄨㄟ  | ㄨㄣ  | ㄨㄥ  | ㄩ  | ㄩㄝ | ㄩㄢ  | ㄩㄣ |
| Exemplu         | 一   | 也   | 又    | 言    | 音   | 英   | 用    | 五  | 我      | 位    | 文    | 翁    | 玉  | 月   | 元    | 雲   |

| AFI             | [p] | [pʰ] | [m] | [fəŋ] | [tjou] | [twei] | [twən] | [tʰɤ] | [ny] | [ly] | [kɤɚ] | [kʰɤ] | [xɤ] |
| --------------- | --- | ---- | --- | ----- | ------ | ------ | ------ | ----- | ---- | ---- | ----- | ----- | ---- |
| Pinyin          | b   | p    | m   | feng  | diu    | dui    | dun    | te    | nü   | lü   | ge    | ke    | he   |
| Tongyong Pinyin | b   | p    | m   | fong  | diou   | duei   | dun    | te    | nyu  | lyu  | ge    | ke    | he   |
| Wade–Giles      | p   | pʻ   | m   | fêng  | tiu    | tui    | tun    | tʻê   | nü   | lü   | ko    | kʻo   | ho   |
| Zhuyin          | ㄅ  | ㄆ   | ㄇ  | ㄈㄥ  | ㄉㄧㄡ | ㄉㄨㄟ | ㄉㄨㄣ | ㄊㄜ  | ㄋㄩ | ㄌㄩ | ㄍㄜ  | ㄎㄜ  | ㄏㄜ |
| Exemplu         | 玻  | 婆   | 末  | 封    | 丟     | 兌     | 頓     | 特    | 女   | 旅   | 歌    | 可    | 何   |

| AFI             | [tɕjɛn] | [tɕjʊŋ] | [tɕʰin] | [ɕɥɛn] | [ʈʂɤ] | [ʈʂɨ] | [ʈʂʰɤ] | [ʈʂʰɨ] | [ʂɤ] | [ʂɨ] | [ɻɤ] | [ɻɨ] | [tsɤ] | [tswo] | [tsɨ] | [tsʰɤ] | [tsʰɨ] | [sɤ] | [sɨ] |
| --------------- | ------- | ------- | ------- | ------ | ----- | ----- | ------ | ------ | ---- | ---- | ---- | ---- | ----- | ------ | ----- | ------ | ------ | ---- | ---- |
| Pinyin          | jian    | jiong   | qin     | xuan   | zhe   | zhi   | che    | chi    | she  | shi  | re   | ri   | ze    | zuo    | zi    | ce     | ci     | se   | si   |
| Tongyong Pinyin | jian    | jyong   | cin     | syuan  | jhe   | jhih  | che    | chih   | she  | shih | re   | rih  | ze    | zuo    | zih   | ce     | cih    | se   | sih  |
| Wade–Giles      | chien   | chiung  | chʻin   | shüan  | chê   | chih  | chʻê   | chʻih  | shê  | shih | jê   | jih  | tsê   | tso    | tzŭ   | tsʻê   | tzʻŭ   | sê   | ssŭ  |
| Zhuyin          | ㄐㄧㄢ  | ㄐㄩㄥ  | ㄑㄧㄣ  | ㄒㄩㄢ | ㄓㄜ  | ㄓ    | ㄔㄜ   | ㄔ     | ㄕㄜ | ㄕ   | ㄖㄜ | ㄖ   | ㄗㄜ  | ㄗㄨㄛ | ㄗ    | ㄘㄜ   | ㄘ     | ㄙㄜ | ㄙ   |
| Exemplu         | 件      | 窘      | 秦      | 宣     | 哲    | 之    | 扯     | 赤     | 社   | 是   | 惹   | 日   | 仄    | 左     | 字    | 策     | 次     | 色   | 斯   |

| AFI             | [ma˥] | [ma˧˥] | [ma˨˩˦] | [ma˥˩] | [ma]  |
| --------------- | ----- | ------ | ------- | ------ | ----- |
| Pinyin          | mā    | má     | mǎ      | mà     | ma    |
| Tongyong Pinyin | ma    | má     | mǎ      | mà     | må    |
| Wade–Giles      | ma1   | ma2    | ma3     | ma4    | ma    |
| Zhuyin          | ㄇㄚ  | ㄇㄚˊ  | ㄇㄚˇ   | ㄇㄚˋ  | ˙ㄇㄚ |
| Exemplu         | 媽    | 麻     | 馬      | 罵     | 嗎    |

## Puncte de cod în Unicode
Conform standardului ISO 7098:2015, Information and Documentation — Romanization of Chinese (信息与文献——中文罗马字母拼写法 – „Informații și documentație — Romanizarea chinezei”), marcajele de ton din pinyin trebuie să folosească simbolurile din blocul Unicode Combining Diacritical Marks (Semne diacritice combinative) și nu pe cele din Spacing Modifier Letters (Litere modificatoare de spațiere), care sunt folosite în zhuyin. Dintre literele uzuale cu marcaje de ton, minusculele sunt incluse în GB/T 2312, iar majusculele sunt incluse în JIS X 0212; Unicode include ambele forme.
Conform Regulilor de bază ale ortografiei în alfabetul fonetic chinez, toate literele cu diacritice trebuie să aibă forme majuscule și minuscule, la fel ca omoloagele lor simple.
| Semne diacritice combinative | Semne diacritice combinative | ̄ (U+0304)         | ́ (U+0301)  | ̌ (U+030C)         | ̀ (U+0300)         |
| Litere uzuale |                              |                   |            |                   |                   |
| Majuscule | A                            | Ā (U+0100)        | Á (U+00C1) | Ǎ (U+01CD)        | À (U+00C0)        |
| Majuscule | E                            | Ē (U+0112)        | É (U+00C9) | Ě (U+011A)        | È (U+00C8)        |
| Majuscule | I                            | Ī (U+012A)        | Í (U+00CD) | Ǐ (U+01CF)        | Ì (U+00CC)        |
| Majuscule | O                            | Ō (U+014C)        | Ó (U+00D3) | Ǒ (U+01D1)        | Ò (U+00D2)        |
| Majuscule | U                            | Ū (U+016A)        | Ú (U+00DA) | Ǔ (U+01D3)        | Ù (U+00D9)        |
| Majuscule | Ü (U+00DC)                   | Ǖ (U+01D5)        | Ǘ (U+01D7) | Ǚ (U+01D9)        | Ǜ (U+01DB)        |
| Minuscule | a                            | ā (U+0101)        | á (U+00E1) | ǎ (U+01CE)        | à (U+00E0)        |
| Minuscule | e                            | ē (U+0113)        | é (U+00E9) | ě (U+011B)        | è (U+00E8)        |
| Minuscule | i                            | ī (U+012B)        | í (U+00ED) | ǐ (U+01D0)        | ì (U+00EC)        |
| Minuscule | o                            | ō (U+014D)        | ó (U+00F3) | ǒ (U+01D2)        | ò (U+00F2)        |
| Minuscule | u                            | ū (U+016B)        | ú (U+00FA) | ǔ (U+01D4)        | ù (U+00F9)        |
| Minuscule | ü (U+00FC)                   | ǖ (U+01D6)        | ǘ (U+01D8) | ǚ (U+01DA)        | ǜ (U+01DC)        |
| Litere rare |                              |                   |            |                   |                   |
| Majuscule | Ê (U+00CA)                   | Ê̄ (U+00CA U+0304) | Ế (U+1EBE) | Ê̌ (U+00CA U+030C) | Ề (U+1EC0)        |
| Majuscule | M                            | M̄ (U+004D U+0304) | Ḿ (U+1E3E) | M̌ (U+004D U+030C) | M̀ (U+004D U+0300) |
| Majuscule | N                            | N̄ (U+004E U+0304) | Ń (U+0143) | Ň (U+0147)        | Ǹ (U+01F8)        |
| Minuscule | ê (U+00EA)                   | ê̄ (U+00EA U+0304) | ế (U+1EBF) | ê̌ (U+00EA U+030C) | ề (U+1EC1)        |
| Minuscule | m                            | m̄ (U+006D U+0304) | ḿ (U+1E3F) | m̌ (U+006D U+030C) | m̀ (U+006D U+0300) |
| Minuscule | n                            | n̄ (U+006E U+0304) | ń (U+0144) | ň (U+0148)        | ǹ (U+01F9)        |
| Note 1.^ Celulele galbene indică faptul că nu există un caracter precompus pentru acea literă, fiind necesară folosirea de diacritice combinative. 2.^ Celulele gri indică faptul că Xiandai Hanyu Cidian (Dicționarul limbii chineze contemporane) nu conține transcrieri în pinyin care să folosească acea literă. |                              |                   |            |                   |                   |

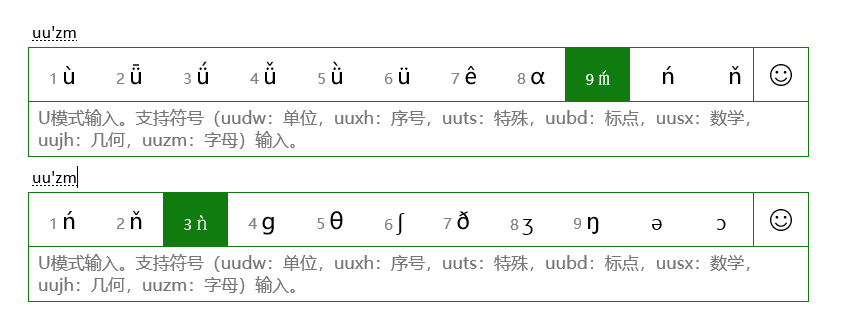
În Microsoft Pinyin IME, selectarea literelor ḿ/ǹ generează punctele de cod U+E7C7 și U+E7C8.

Codificarea GBK a asociat două caractere reprezentând ḿ și ǹ cu punctele de cod U+E7C7 () și U+E7C8 (), aflate într-o zonă de uz privat din Unicode; unele fonturi pentru chineza simplificată (de exemplu, SimSun) și unele unelte de introducere a textului (de exemplu, Sogou Pinyin) care respectă GBK folosesc aceste reprezentări. Standardul GB 18030, apărut mai târziu, a introdus noi reprezentări pentru aceste caractere, ceea ce a dus la probleme de compatibilitate cu multe fonturi.
| Majusculă | Minusculă  | Observație           | Exemplu[1]                                     |
| --- | ---------- | -------------------- | ---------------------------------------------- |
| Ĉ (U+0108) | ĉ (U+0109) | prescurtare a lui ch | 长／長 poate fi scris ĉáŋ                      |
| Ŝ (U+015C) | ŝ (U+015D) | prescurtare a lui sh | 伤／傷 poate fi scris ŝāŋ                      |
| Ẑ (U+1E90) | ẑ (U+1E91) | prescurtare a lui zh | 张／張 poate fi scris Ẑāŋ                      |
| Ŋ (U+014A) | ŋ (U+014B) | prescurtare a lui ng | 让／讓 poate fi scris ràŋ; 嗯 poate fi scris ŋ̀ |
| Note 1.^ Exemplul dat este forma abreviată conform Schemei alfabetului fonetic chinez, dar nu este recomandabilă folosirea lor în viața de zi cu zi. |            |                      |                                                |

În pinyin se mai folosesc și următoarele semne de punctuație:
| Semn în chineză        | Semn în pinyin | Uz                                                                | Exemplu                                            |
| ---------------------- | -------------- | ----------------------------------------------------------------- | -------------------------------------------------- |
| 。(U+3002)             | . (U+002E)     | marchează finalul unei fraze                                      | 你好。 Nǐ hǎo.                                     |
| ，(U+FF0C)/、 (U+3001) | , (U+002C)     | delimitează propozițiile unei fraze                               | 你，好吗？ Nǐ, hǎo ma?                             |
| —— (U+2014 U+2014)     | — (U+2014)     | indică o separare semantică în mijlocul unei propoziții           | 枢纽部分——中央大厅 shūniǔ bùfèn — zhōngyāng dàtīng |
| …… (U+2026 U+2026)     | … (U+2026)     | indică omiterea de cuvinte, expresii, paragrafe etc.              | 我…… Wǒ…                                           |
|                        | · (U+00B7)     | poate preceda o silabă pentru a indica tonul neutru al mandarinei | 吗 ·ma                                             |
|                        | - (U+002D)     | separă componentele cuvintelor compuse abreviate                  | 公关 gōng-guān                                     |
|                        | ' (U+0027)     | separă silabe                                                     | 西安 Xī'ān (spre deosebire de 先 xiān)             |

Alte simboluri se reprezintă cu echivalentul din engleză conform GB/T 15834.

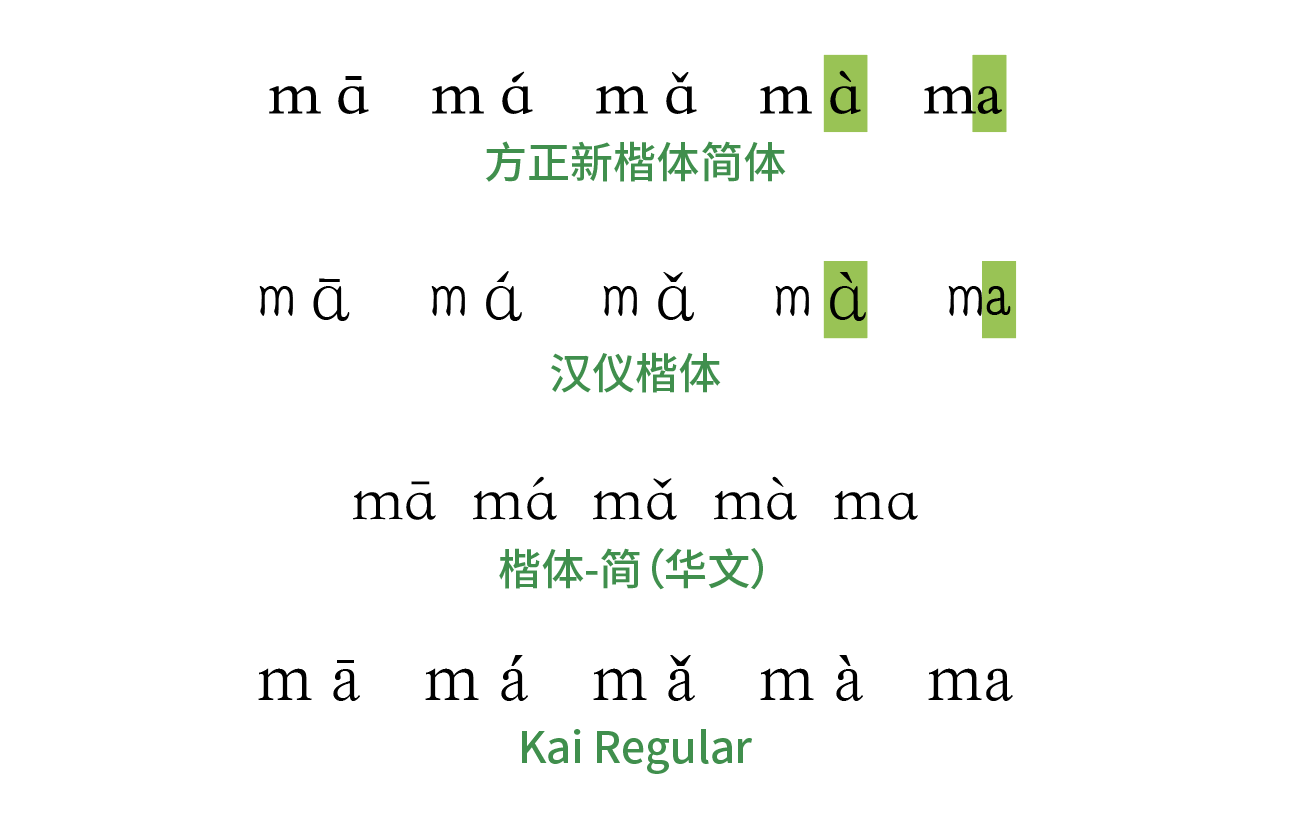
Reprezentări monoetajate și bietajate ale literei a în patru fonturi diferite. A se observa cum literele cu accent diferă de litera simplă ca stil și ca lățime.

Unele fonturi folosite în resursele educaționale întrebuințează variante monoetajate ale literelor a și g (ɑ/ɡ), pentru a reda mai bine formele folosite în scrisul de mână. De obicei, fonturile care respectă GB/T 2312 folosesc formele a/ɑ inconsecvent: ɑ monoetajat apare doar împreună cu marcajele de ton, iar a bietajat, în lipsa acestora.
| Literă obișnuită | Variantă monoetajată | Observație                        |
| ---------------- | -------------------- | --------------------------------- |
| a (a)            | ɑ (U+0251)           | /ɑ/ în AFI                        |
| a (a)            | α (U+03B1)           | litera grecească alfa, inadecvată |
| g (g)            | ɡ (U+0261)           | /ɡ/ în AFI                        |

## Uz
Pinyinul a înlocuit sisteme de romanizare mai vechi, precum Wade–Giles și romanizarea poștală; de asemenea, el a înlocuit și zhuyinul ca metodă de predare a fonologiei chineze în RPC. ISO l-a adoptat ca standard în 1982, urmată de ONU în 1986. A fost recunoscut și de instituții precum guvernul singaporez, Biblioteca Congresului sau American Library Association.
Transcrierea în pinyin este cea mai frecvent folosită metodă de reprezentare a numelor de persoane și a toponimelor chinezești în engleză. Pinyinul a devenit și metoda dominantă de introducere a textului pe calculator în China continentală, în contrast cu Taiwanul, unde zhuyinul este metoda uzuală.
În familiile din afara Taiwanului în care se vorbește nativ mandarina, pinyinul se folosește pentru a-i ajuta pe copii să facă legătura dintre hanzi și cuvintele pe care ei le cunosc deja din auzite.
Începând din 1958, pinyinul a fost activ folosit și în educarea adulților, facilitând studiul individual chiar și în cazul persoanelor anterior analfabete care au fost instruite pentru scurt timp cu privire la folosirea acestui sistem.
Materialele educaționale ce conțin transcrieri în pinyin sunt îndeobște folosite și de persoanele care doresc să învețe chineza ca limbă străină. Rolul pinyinului în predarea pronunției către străini și copii este similar, în unele privințe, cu furigana (care sunt direct analoage cu zhuyinul) și cu textele arabe integral vocalizate.
Diacriticele folosite la marcarea tonurilor sunt, în general, omise în publicațiile informative și chiar și în lucrările științifice și în sistemul Braille chinezesc, care se aseamănă cu pinyinul, dar este destinat cititorilor nevăzători. Acest lucru rezultă într-un oarecare grad de ambiguitate – nu este întotdeauna clar care cuvinte s-au dorit a fi reprezentate.

### Introducere pe calculator
Calculatoarele simple, care nu puteau afișa decât text ASCII pe 7 biți (în esență, cele 26 de litere latine simple, 10 cifre și câteva semne de punctuație), au reprezentat un puternic argument în favoarea folosirii de pinyin fără diacritice în locul caracterelor chinezești. Totuși, în zilele noastre, majoritatea calculatoarelor pot afișa caractere din chineză și din multe alte sisteme de scriere și suportă introducerea lor de pe tastaturi latine cu ajutorul unor unelte specializate pentru introducerea de text. Ca alternativă, unele dispozitive (precum tabletele) pot folosi tehnologii de recunoaștere optică pentru a permite utilizatorilor să introducă text prin trasarea cu mâna.
Pinyinul cu diacritice poate fi introdus cu aranjamente speciale de tastatură sau cu ajutorul unor utilități tip hartă de caractere. X Keyboard Extension include un aranjament Hanyu Pinyin (altgr) care se folosește de taste moarte.

### În Taiwan
Taiwanul (Republica Chineză) a adoptat Tongyong Pinyin, o modificare a sistemului Hanyu Pinyin, ca sistem oficial de romanizare la nivel național, în perioada octombrie 2002 – ianuarie 2009, după care a decis să promoveze Hanyu Pinyin. Tongyong Pinyin („alfabetul fonetic uzual”), conceput în Taiwan, a fost proiectat pentru a romaniza mai multe limbi și dialecte vorbite pe insulă, și nu doar limba mandarină. Partidul Naționalist s-a opus adoptării lui, preferând sistemul Hanyu Pinyin utilizat deja în China continentală și în restul lumii. Preferințele legate de romanizare au devenit curând asociate cu problemele de identitate națională, ele conturându-se după politici de partid: Partidul Naționalist și partidele lui asociate din coaliția pan-albastră au susținut Hanyu Pinyin, în timp ce Partidul Democrat Progresist și restul coaliției pan-verzi au favorizat Tongyong Pinyin.
Tongyong Pinyin a fost adoptat oficial printr-un ordin administrativ care lăsa adopția lui de către autoritățile locale ca pe o chestiune voluntară. Orașe precum Kaohsiung și Tainan folosesc romanizări derivate din Tongyong Pinyin pentru denumiri de străzi și districte. Pe de altă parte, câteva localități controlate de Partidul Naționalist, îndeosebi Taipei, Hsinchu și comitatul Kinmen, au adoptat Hanyu Pinyin chiar înainte de oficializarea lui de la 1 ianuarie 2009, cu o convenție diferită față de China privind utilizarea majusculelor la început de cuvânt. Majoritatea zonelor Taiwanului au adoptat Tongyong Pinyin, în concordanță cu politica națională. Astăzi, numeroase plăcuțe stradale din Taiwan folosesc Tongyong Pinyin, dar unele, în special din nordul Taiwanului, poartă romanizări derivate din Hanyu Pinyin. Nici romanizările derivate din Wade–Giles, MPS2 și alte sisteme nu sunt ieșite din comun.
Tentativele de a face Hanyu Pinyin standard în Taiwan au avut rezultate mixte, majoritatea numelor proprii rămânând neafectate, inclusiv denumirile orașelor mari. Numele persoanelor de pe pașapoartele taiwaneze respectă preferințele personale ale cetățenilor, care pot alege Wade–Giles, Hakka, Hoklo, Tongyong, Hanyu sau alt sistem indigen. Uzul oficial de Hanyu Pinyin rămâne controversat, cum a fost cazul și în 2017, când uzul de pinyin pentru o linie de metrou a stârnit proteste, în ciuda răspunsurilor oficiale cum că „Romanizarea folosită pe semnele de circulație și la stațiile de transport public este destinată străinilor... Orice străin care învață mandarină învață Hanyu Pinyin, pentru că este standardul internațional... Decizia nu are nimic de a face cu autodeterminarea națiunii sau cu vreo ideologie, fiindcă punctul-cheie este să ne asigurăm că străinii pot citi semnele”.

### În Singapore
Singapore a implementat Hanyu Pinyin ca sistem oficial de romanizare a mandarinei în sectorul public începând din anii 1980, în tandem cu o campanie de promovare a învățării acestei limbi. Pinyinul este folosit și la predarea limbii în școli. Deși procesul adoptării pinyinului a fost unul de succes în privința comunicărilor guvernamentale, a toponimelor și a întreprinderilor stabilite în anii 1980 și mai târziu, sistemul rămâne nepopular în unele sfere, îndeosebi când vine vorba de nume de persoane sau de lexicul împrumutat din alte varietăți de chineză deja încetățenit în dialectul local. În aceste situații, romanizarea depinde în continuare de varietatea de chineză din care provin termenii vizați, în special de cele trei varietăți frecvente în Singapore – hokkien, teochew și cantoneză.

### Alte limbi
Sisteme similare cu Hanyu Pinyin au fost concepute pentru alte varietăți de chineză. Romanizarea Guangdong este un set de romanizări create de guvernul provinciei Guangdong pentru transcrierea cantonezei, a hainanezei și a dialectelor teochew și moiyen.
În plus, în conformitate cu Reglementarea transcrierii fonetice în Hanyu Pinyin a toponimelor în limbile etniilor minoritare (少数民族语地名汉语拼音字母音译转写法／少數民族語地名漢語拼音字母音譯寫法), promulgată în 1976, toponimele în limbi non-sinitice, precum mongola, uigura și tibetana, sunt oficial transcrise folosind o variantă de pinyin adoptată de Administrația de Stat pentru Cadastru și Cartografiere și de Comisia pentru Denumiri Geografice, cunoscută ca Romanizarea SASM/GNC. Literele din pinyin (26 de litere latine simple plus ü și ê) sunt folosite pentru a aproxima cât mai fidel pronunția dintr-o limbă anume. De aici poate rezulta o ortografiere care diferă atât de reprezentarea uzuală a unei denumiri în limba locală, cât și de transcrierea în pinyin a denumirii mandarine.
| Denumire uzuală | Denumire oficială în pinyin localizat | Denumire în chineză tradițională | Denumire în chineză simplificată | Transcriere în pinyin a denumirii în mandarină |
| --------------- | ------------------------------------- | -------------------------------- | -------------------------------- | ---------------------------------------------- |
| Shigatse        | Xigazê                                | 日喀則                           | 日喀则                           | Rìkāzé                                         |
| Urumchi         | Ürümqi                                | 烏魯木齊                         | 乌鲁木齐                         | Wūlǔmùqí                                       |
| Lhasa           | Lhasa                                 | 拉薩                             | 拉萨                             | Lāsà                                           |
| Hohhot          | Hohhot                                | 呼和浩特                         | 呼和浩特                         | Hūhéhàotè                                      |
| Golmud          | Golmud                                | 格爾木                           | 格尔木                           | Gé'ěrmù                                        |
| Qiqihar         | Qiqihar                               | 齊齊哈爾                         | 齐齐哈尔                         | Qíqíhā'ěr                                      |

Tongyong Pinyin a fost conceput în Taiwan pentru a fi folosit nu doar pentru reprezentarea chinezei, ci și pentru alte limbi și dialecte vorbite pe insulă, precum taiwaneza, hakka și alte limbi indigene.